# (378721) Thizy
(378721) Thizy est un astéroïde de la ceinture principale.

## Description
(378721) Thizy est un astéroïde de la ceinture principale. Il fut découvert le 27 août 2008 à l'observatoire des Pises par Jean-Marie Lopez et Cyril Cavadore. Il présente une orbite caractérisée par un demi-grand axe de 2,78 UA, une excentricité de 0,06 et une inclinaison de 4,3° par rapport à l'écliptique.

## Compléments